# Rudolf Oeltzschner

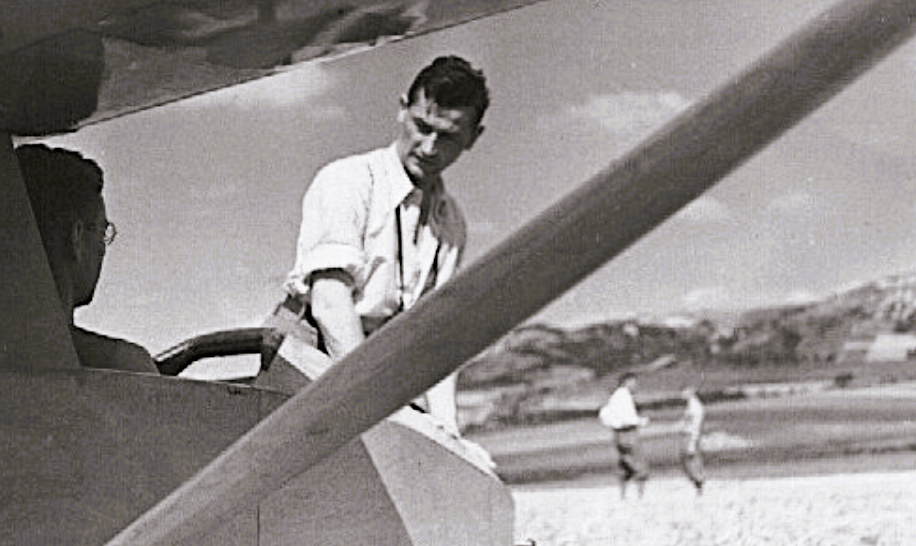
Rudolf Oeltzschner als Fluglehrer

Rudolf Oeltzschner (* 5. Mai 1899 in Merseburg; † 1. August 1935 bei Selb in Bayern) war ein deutscher Flieger und Segelflug-Rekordhalter.

## Leben

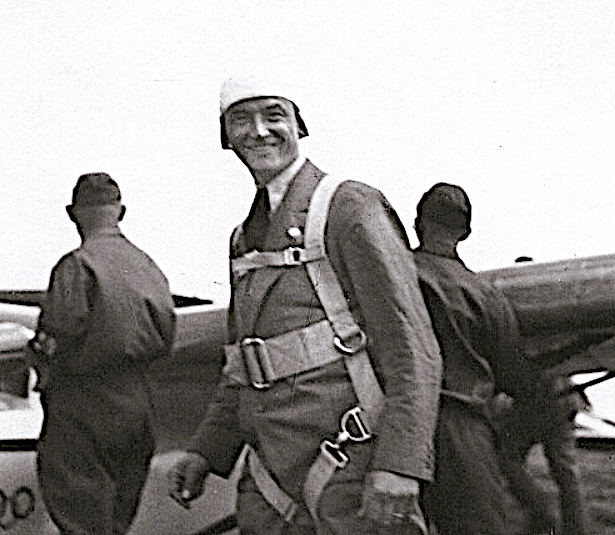
Rudolf Oeltzschner in Fliegerkombi

Rudolf interessierte sich schon mit 12 Jahren für den Flugmodellbau. Er war Schüler des Merseburger Domgymnasiums. Nach seiner Schulzeit widmete er sich dem Flugzeugbau in Leipzig-Lindenthal. Mit 17 Jahren begann er eine Ausbildung zum Flieger in Köln, Braunschweig und Darmstadt.
Mit 19 Jahren war er 1918 gegen Ende des Ersten Weltkrieges als Jagdflieger in Frankreich. Am 17. Juli 1918 bestand er seinen ersten Luftkampf. Nach dem Krieg entdeckt er das Segelfliegen für sich.
Aus seiner 1923 geschlossenen Ehe mit Frieda Marta Schlegel gingen zwei Kinder hervor (Sohn Helmut, Tochter Marianne) Die Familie wohnte in der Nordstraße 3 in Merseburg (heute Goethestraße). In den 1920er Jahren war er als Fluglehrer für Segel- und Motorflieger Mitbegründer der Ortsgruppe Merseburg im Deutschen Luftfahrer-Verband (DLV). 1931 wurde auf seine Initiative der Flugplatz Laucha (Unstrut) erschlossen. Am 29. Juli 1935 gelang ihm während des 16. Rhönwettbewerbs der Weltrekord im Langstreckensegelflug. Er flog von der Wasserkuppe in der Rhön bei Fulda mit einem Flugzeug Typ Condor I (Kennzeichen D-Leuna; Hersteller: Heini Dittmar) bis nach Brünn in der Tschechoslowakei über eine Distanz von 504,2 km – damals eine Pioniertat. Auf dem Rückflug im Schlepp einer Motormaschine verunglückte Oeltzschner bei Selb in Bayern.
Unter großer Anteilnahme der Bevölkerung wurde Rudolf Oeltzschner auf dem Altenburger Friedhof St. Viti in Merseburg beigesetzt.

## Ehrungen

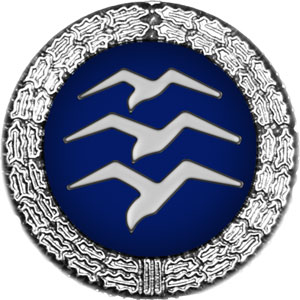
Segelflieger-Abzeichen C mit silbernem Kranz

- Segelflieger-Abzeichen C mit silbernem Kranz Nr. 18
- Oeltzschner Straße in Merseburg